# Diego Calderón
Pour les articles homonymes, voir Calderon.
Diego Mauricio Calderón (né le 1er octobre 1983 à Santa Rosa de Cabal, dans le département de Risaralda) est un coureur cycliste colombien.

## Repères biographiques

### Saison 2013
Non conservé par l'équipe continentale Colombia-Comcel, il trouve refuge chez Coltejer-Alcaldía de Manizales, équipe professionnelle non-affiliée à l'UCI. Son podium à Bello et son bon comportement lors du Clásico RCN se détachent, lors de cette saison.
Durant l'épreuve la plus importante du calendrier national colombien, le Tour de Colombie, ses prédispositions de grimpeur lui permettent de terminer au dix-septième rang (et cinquième du classement de la montagne).
Quatre semaines plus tard, lors de l'étape-reine de la Vuelta Marco Fidel Suárez, il est le dernier à accompagner Mauricio Ortega dans son échappée, il finit deuxième. Il termine l'épreuve au même rang.
Au Clásico RCN, sa présence dans l'échappée de la quatrième étape lui permet de se placer au classement général. Ce n'est que dans la huitième que Diego Calderón est éjecté du podium, n'ayant pu suivre les meilleurs. Il redescend, alors, à la quatrième place provisoire. Deux jours plus tard, le contre-la-montre de clôture le repousse à la sixième place finale, résultat cependant inespéré au départ.

## Palmarès
- 2007
  - Vuelta a Chiriquí :
    - Classement général
    - 3e étape (contre-la-montre par équipes)
- 2008
  - 10e étape du Tour de Colombie[7]
- 2009
  - 4e étape de la Vuelta a Chiriquí (contre-la-montre par équipes)
  - 3e du championnat de Colombie sur route
- 2010
  - 8e étape du Tour de Colombie[8]
- 2016
  - 10e étape du Tour du lac Poyang

## Classements mondiaux
| Année            | 2008 |
| ---------------- | ---- |
| UCI America Tour | 158e |